# Arca (mollusque)
Pour les articles homonymes, voir Arca.
Genre
Synonymes
- sous-genre Arca (Arca) Linnaeus, 1758
- Byssoarca Swainson, 1833
- Cibota Mörch, 1853
- Daphnoderma Poli, 1795
- Navicula Blainville, 1825
- Tetrarca F. Nordsieck, 1969

Arca est un genre de mollusques bivalves de la famille des Arcidae.

## Liste d'espèces
Selon World Register of Marine Species (15 décembre 2016) :
- Arca acuminata Krauss, 1848
- Arca angusta Dunker, 1867
- Arca boucardi Jousseaume, 1894
- Arca bouvieri Fischer, 1874
- Arca chambersi Beu, 1973 †
- Arca cottoni Waghorn, 1926 †
- Arca despecta Fischer, 1876
- Arca fernandezensis Hertlein & Strong, 1943
- Arca imbricata Bruguière, 1789
- Arca kauaia (Dall, Bartsch & Rehder, 1938)
- Arca mutabilis (G. B. Sowerby I, 1833)
- Arca navicularis Bruguière, 1789
- Arca noae Linnaeus, 1758 -- « Arche de Noé » (espèce-type)
- Arca ocellata Reeve, 1844
- Arca pacifica (G. B. Sowerby I, 1833)
- Arca patriarchalis Röding, 1798
- Arca pittensis Marwick, 1928 †
- Arca rachelcarsonae Petuch & R. F. Myers, 2014
- Arca subvelata Suter, 1917 †
- Arca tetragona Poli, 1795
- Arca truncata (G. B. Sowerby I, 1833)
- Arca turbatrix Oliver & Cosel, 1993
- Arca tutamoensis (Marwick, 1931) †
- Arca ventricosa Lamarck, 1819
- Arca volucris Reeve, 1844
- Arca waitemataensis (Powell & Bartrum, 1929) †
- Arca wharekuriensis Maxwell, 1969 †
- Arca zebra (Swainson, 1833)

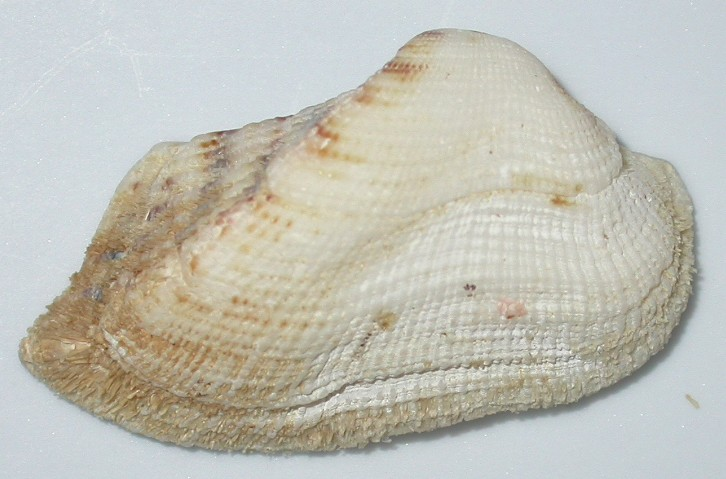
Arca avellana
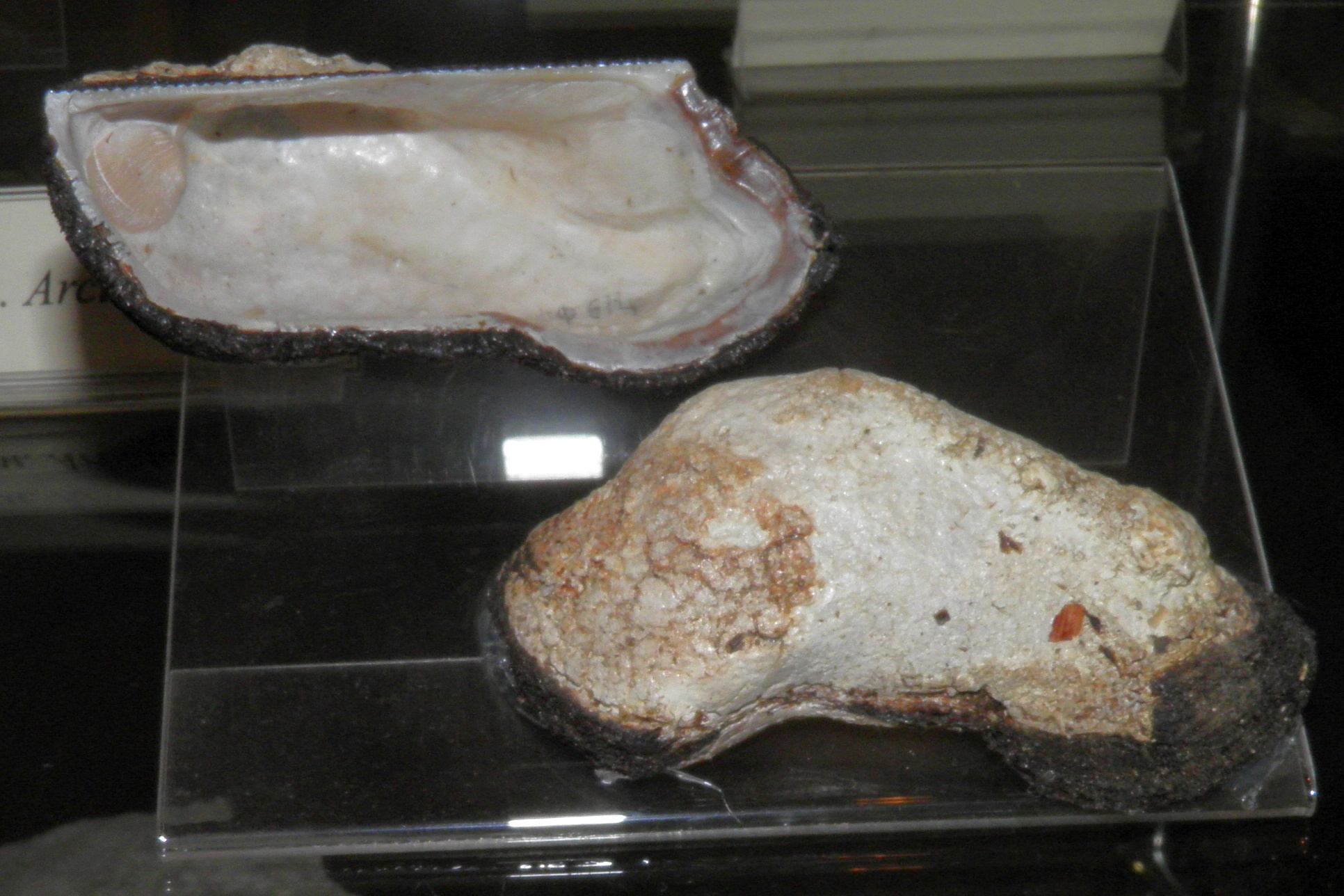
Arca boucardi
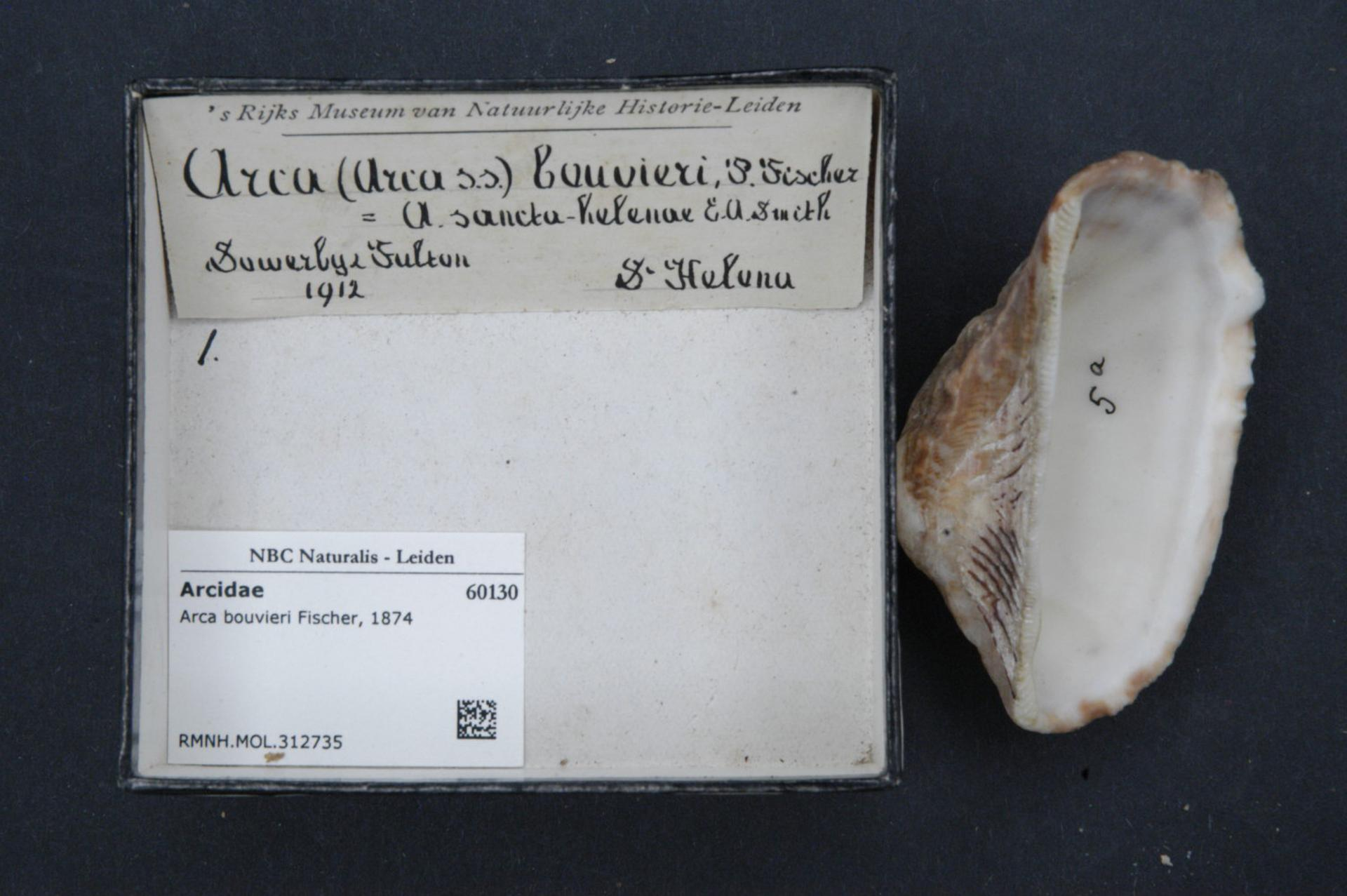
Arca bouvieri
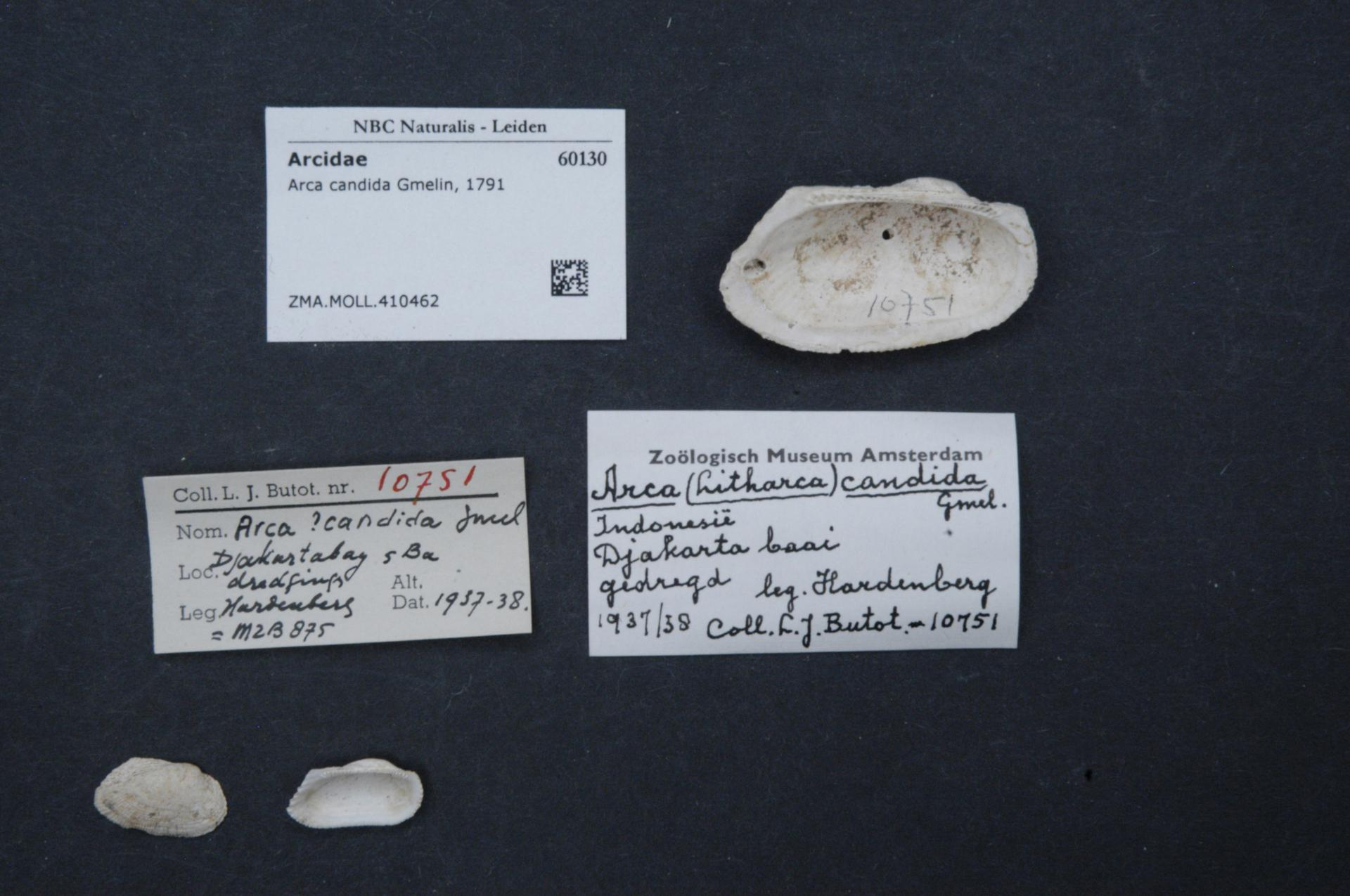
Arca candida
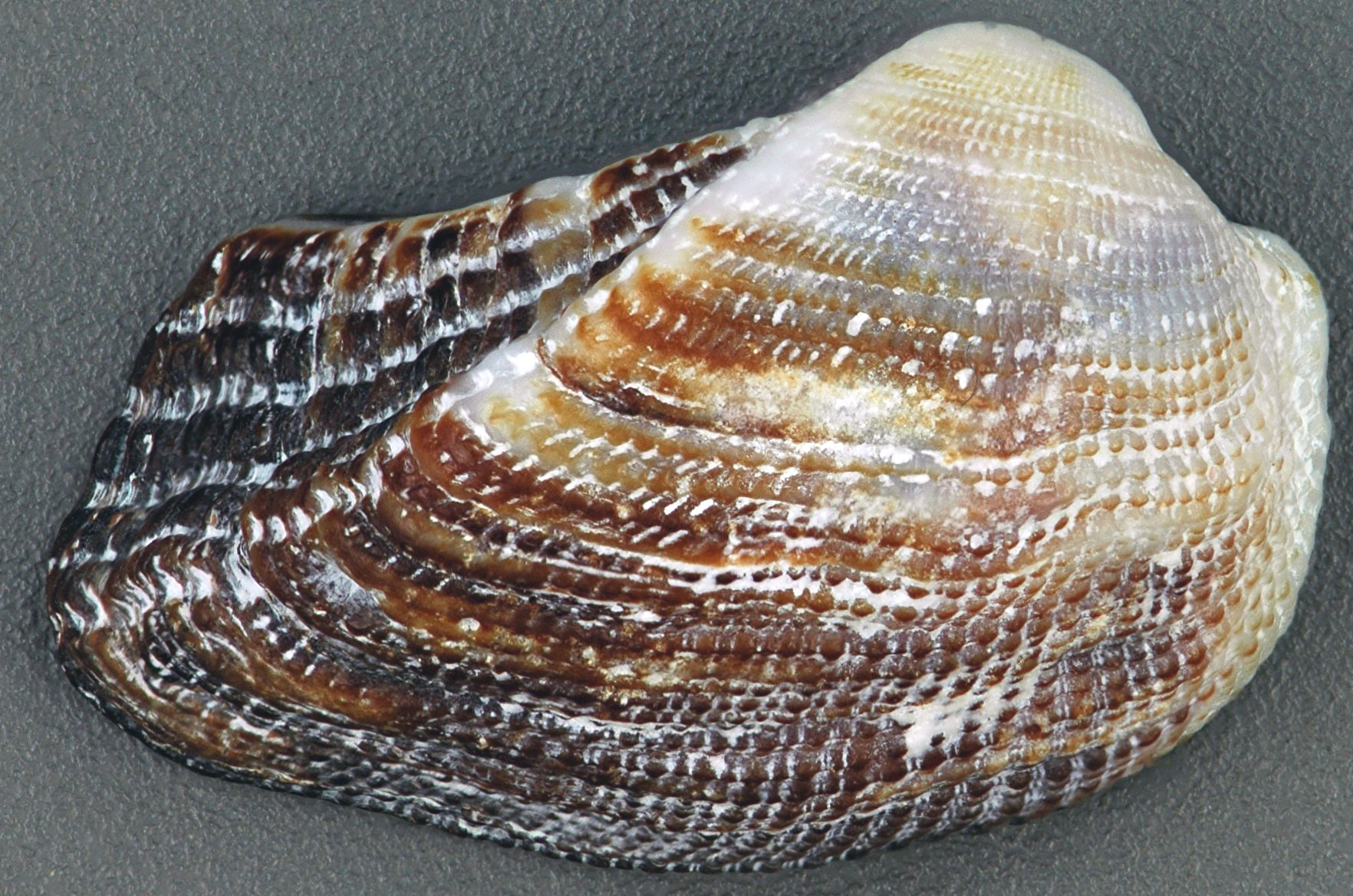
Arca imbricata
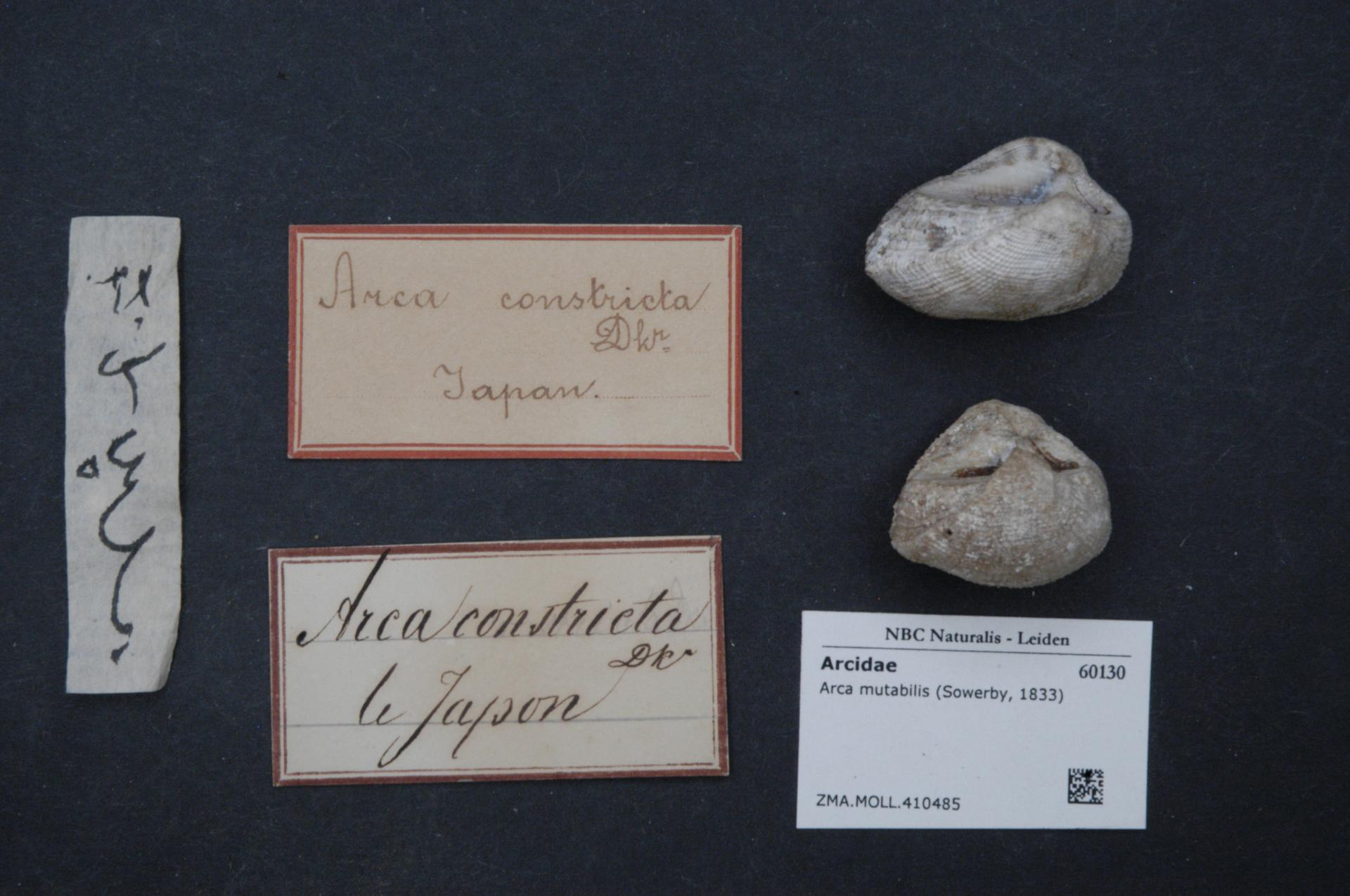
Arca mutabilis
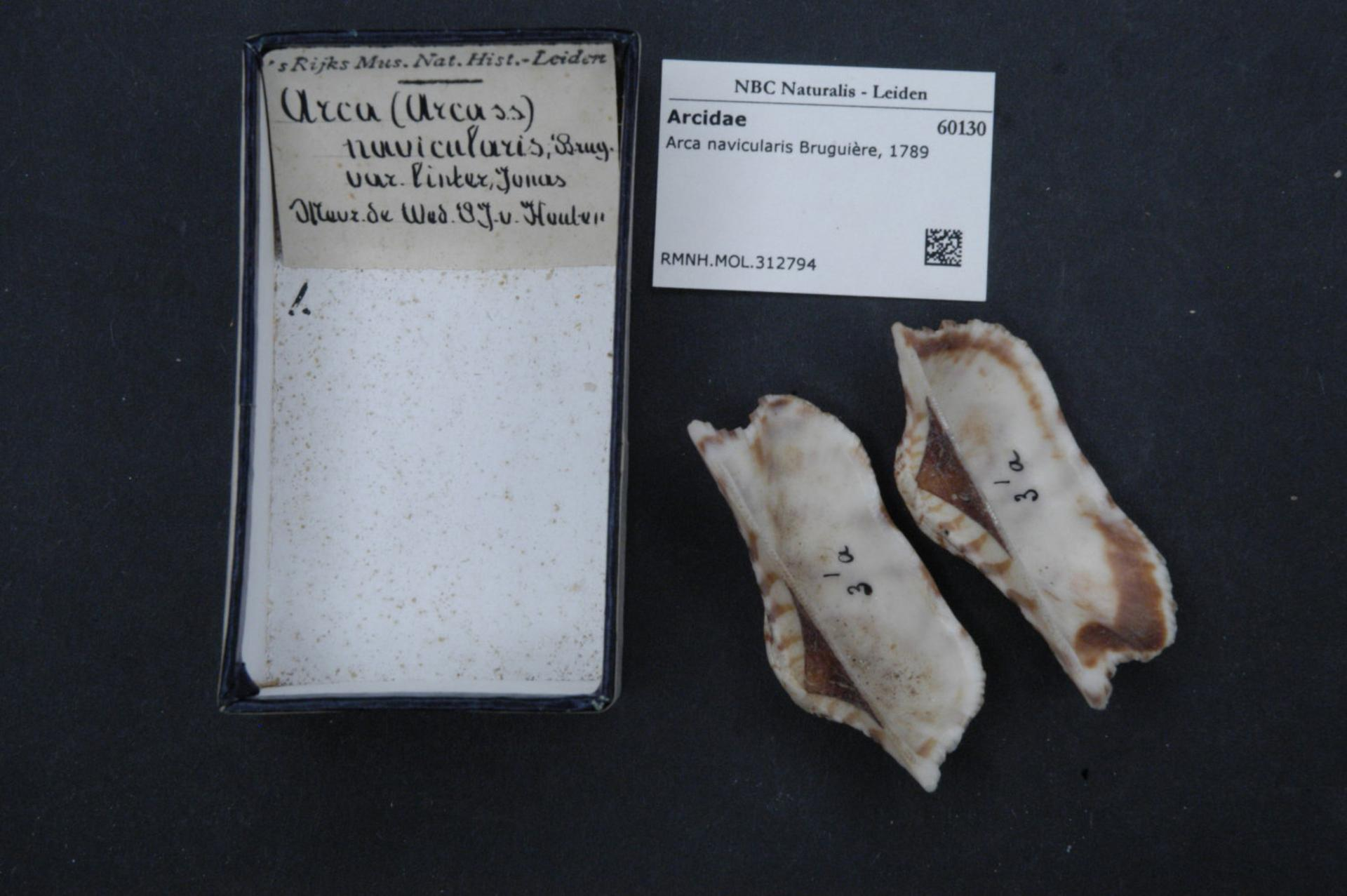
Arca navicularis
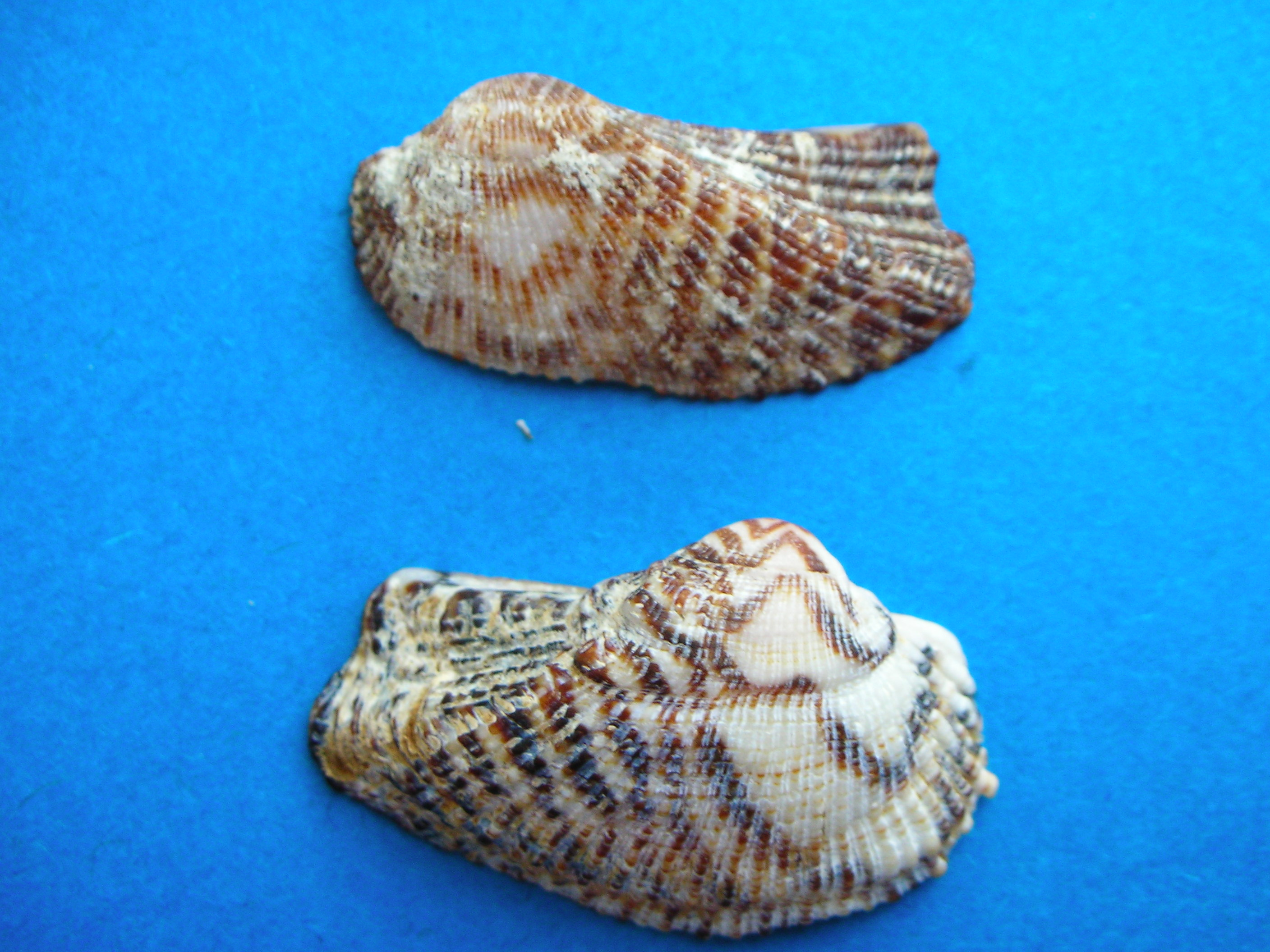
Arca noae
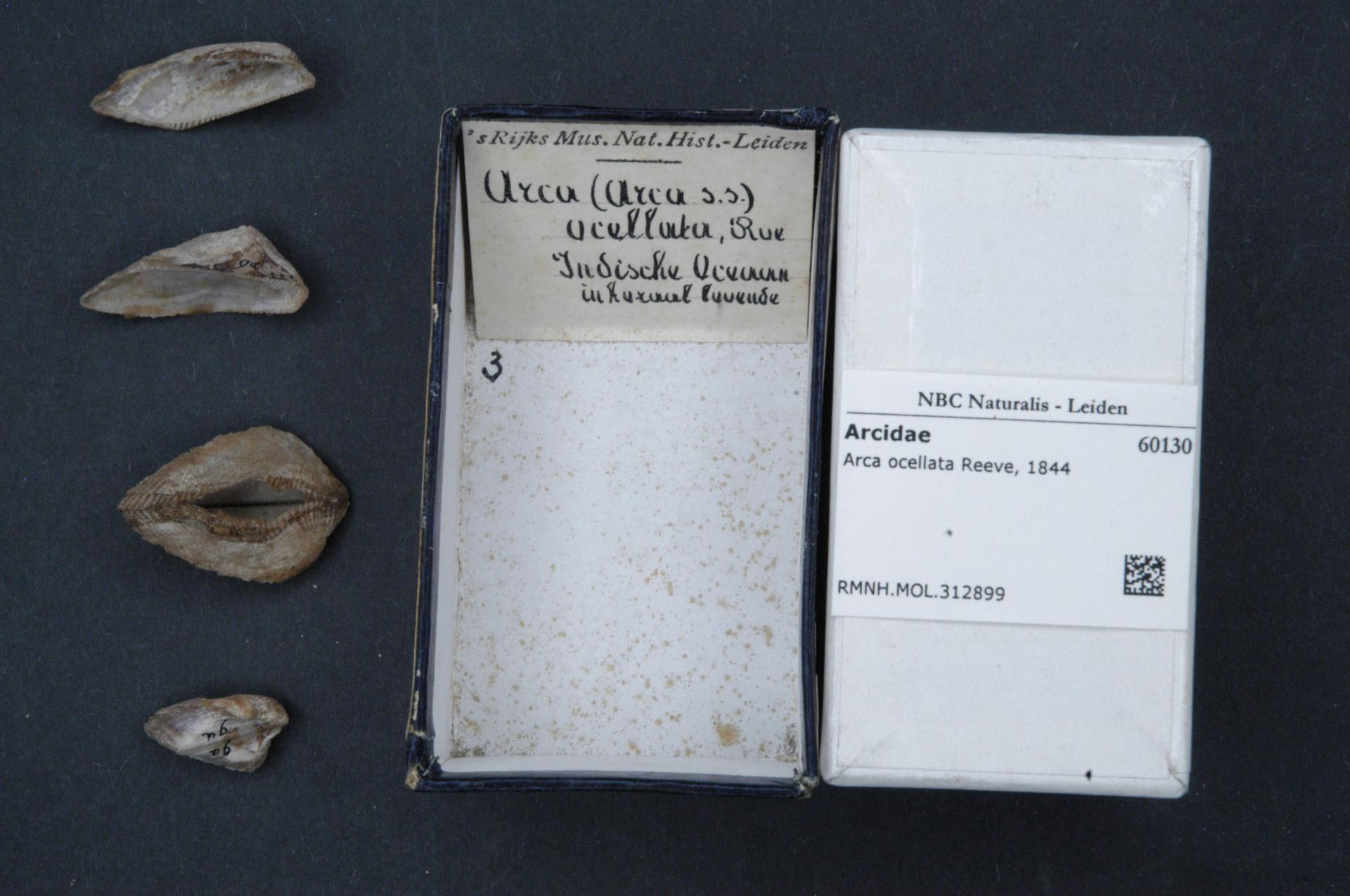
Arca ocellata
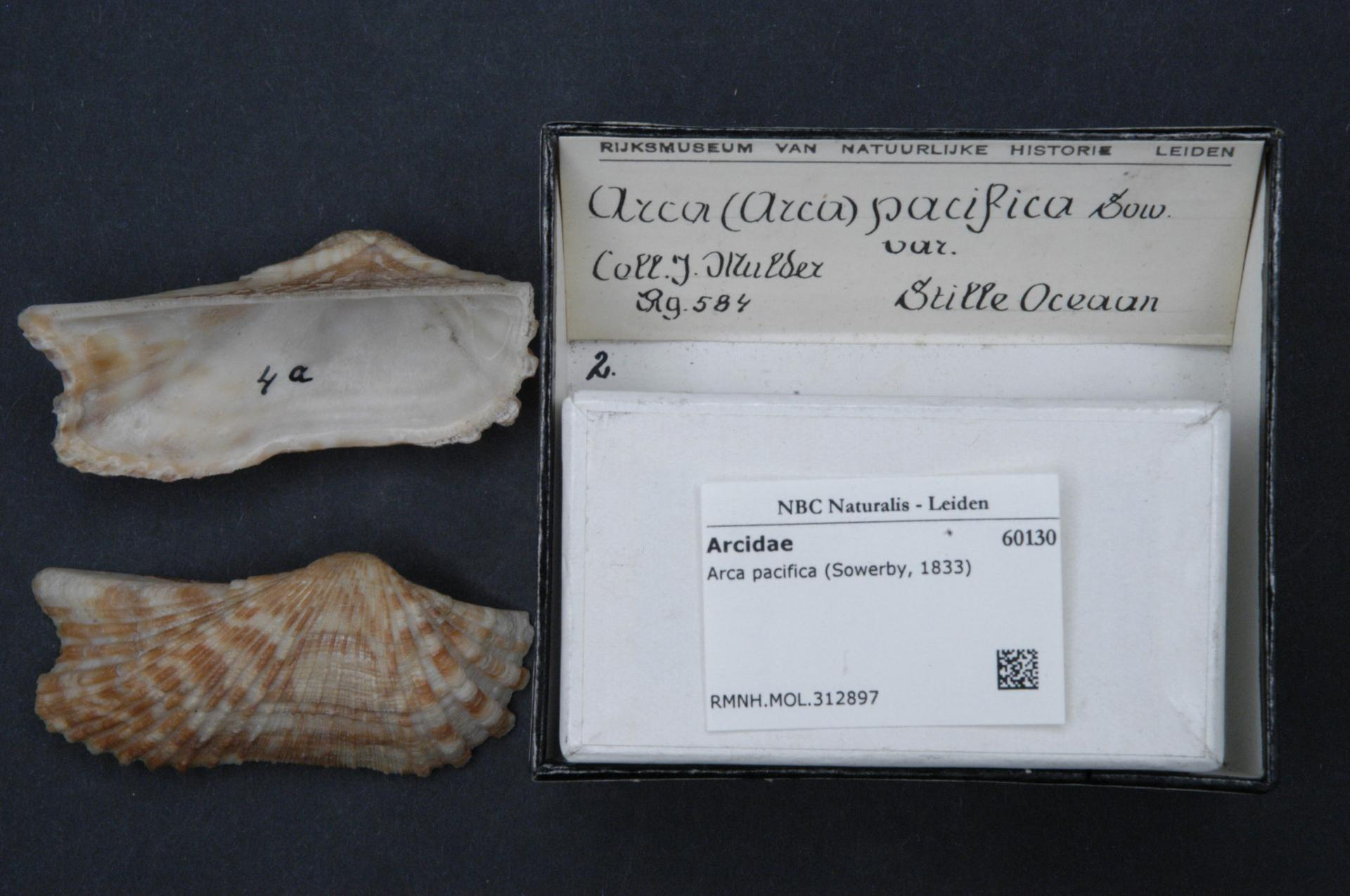
Arca pacifica
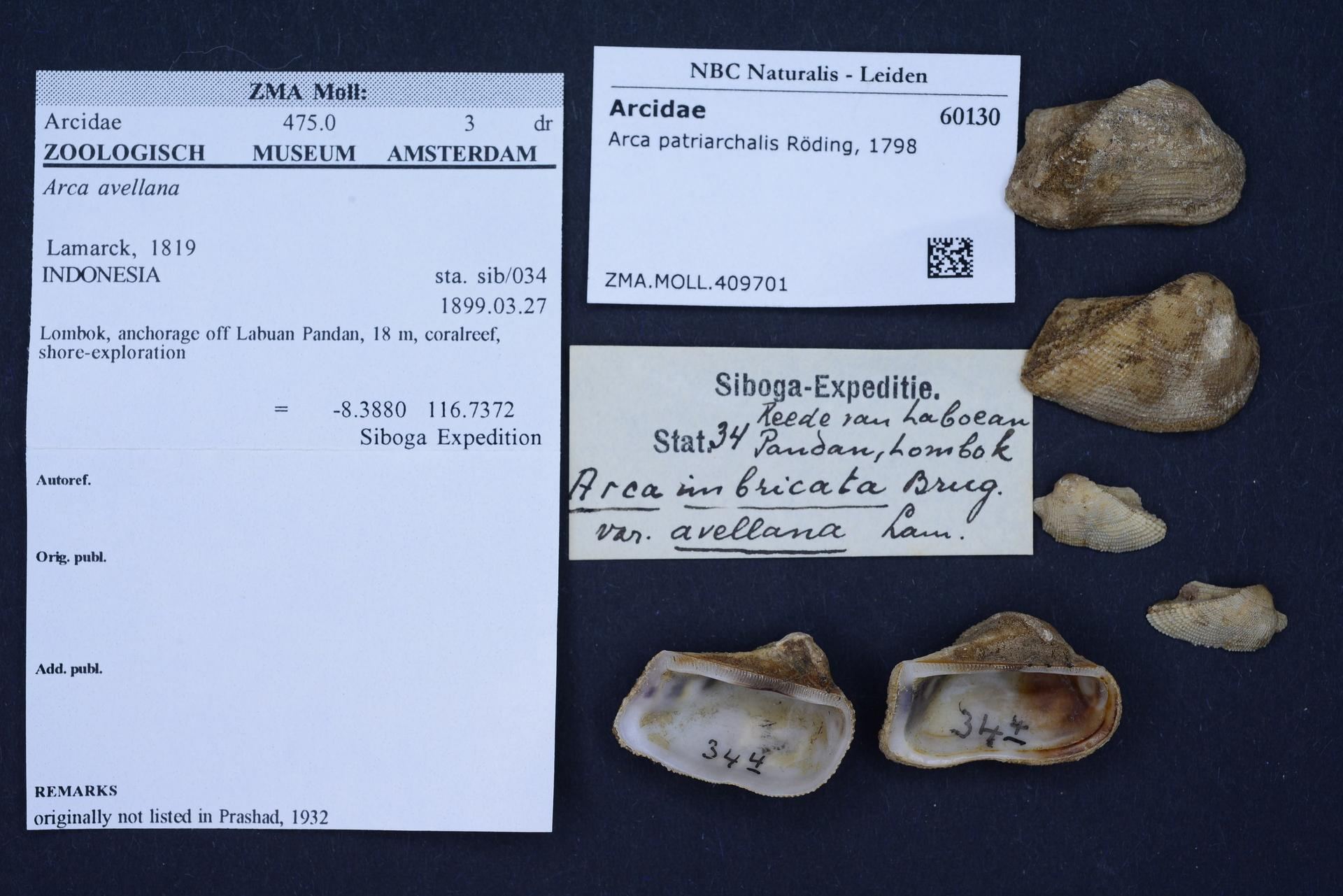
Arca patriarchalis
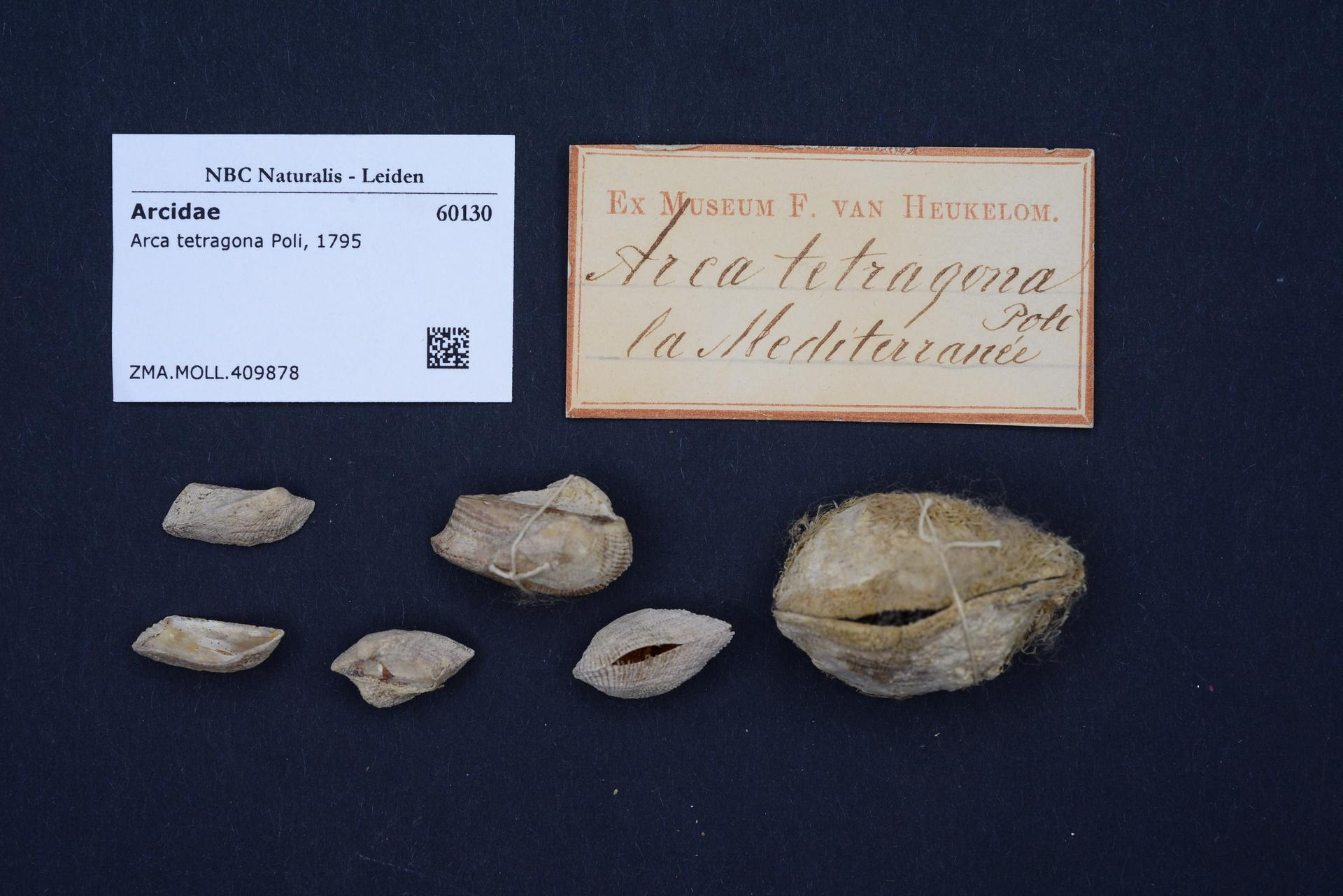
Arca tetragona
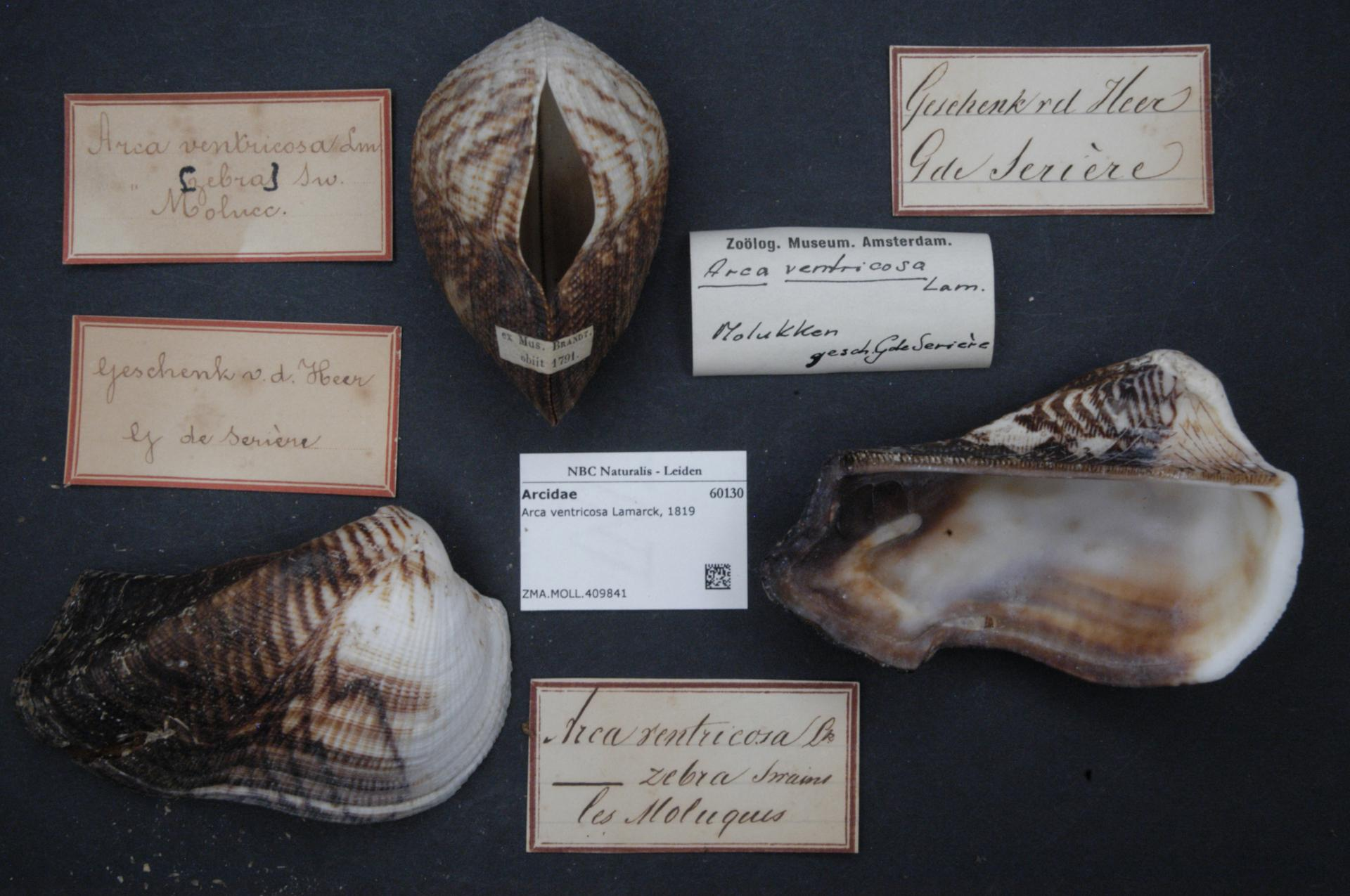
Arca ventricosa
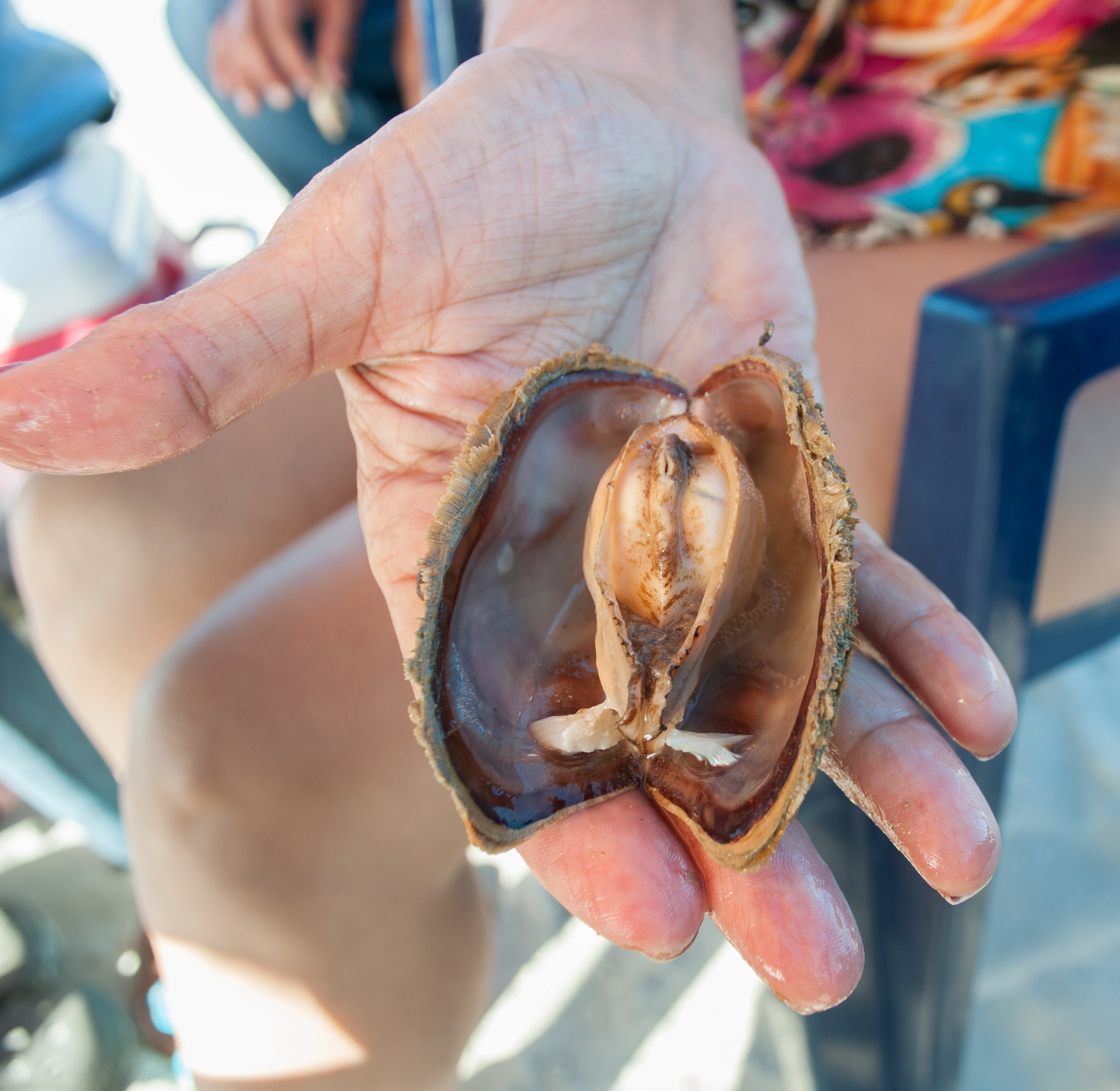
Arca zebra
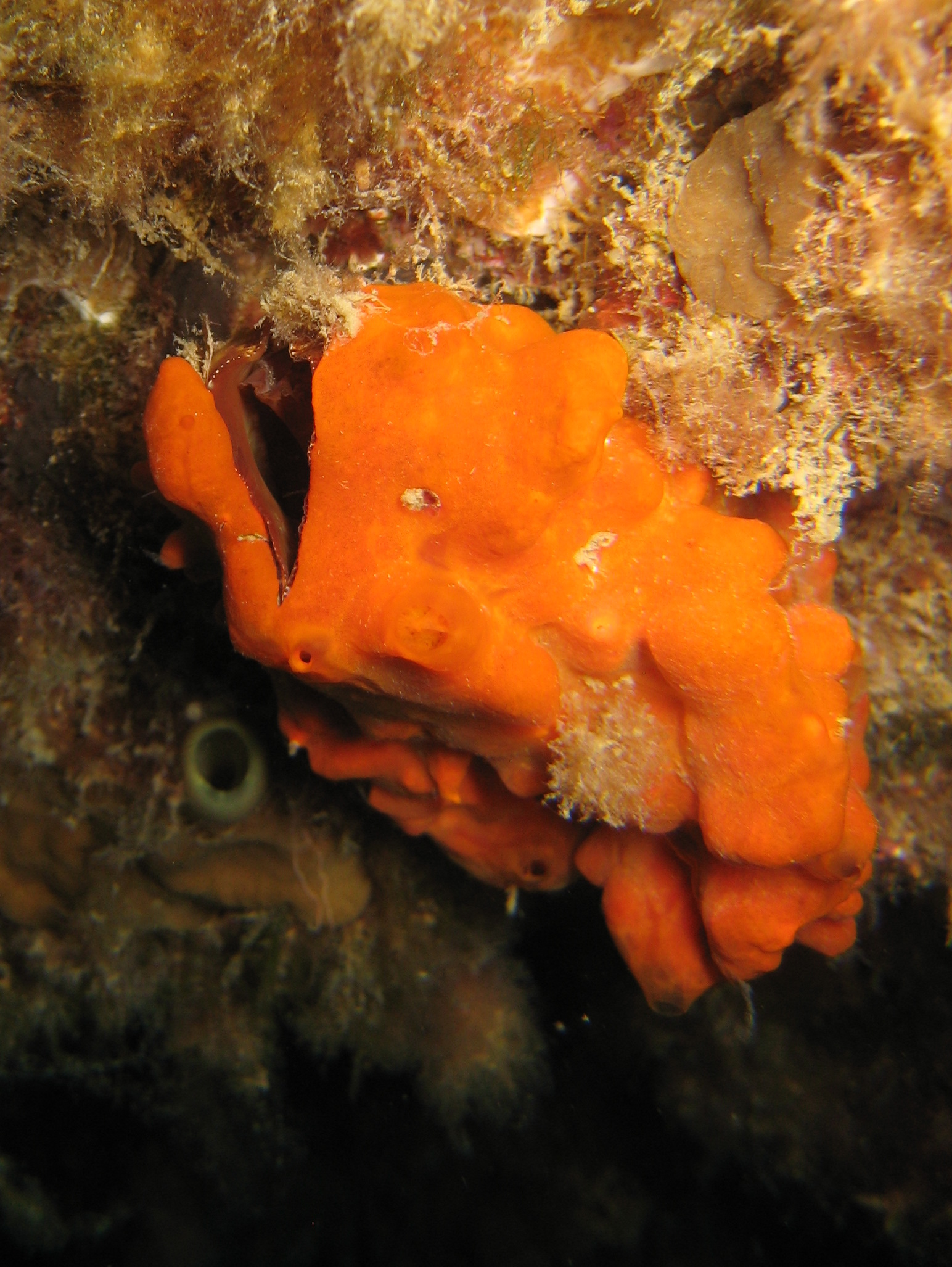
Arca noae vivante, recouverte d'éponges.